# Лозунга
Лозунга́ (рос. Лозунга) — присілок (в минулому село) у складі Каргасоцького району Томської області, Росія. Входить до складу Каргасоцького сільського поселення.

## Населення
Населення — 193 особи (2010; 205 у 2002).
Національний склад (станом на 2002 рік):
- росіяни — 65 %
- селькупи — 9 %
- німці — 5 %